# Palazzo Cavriani

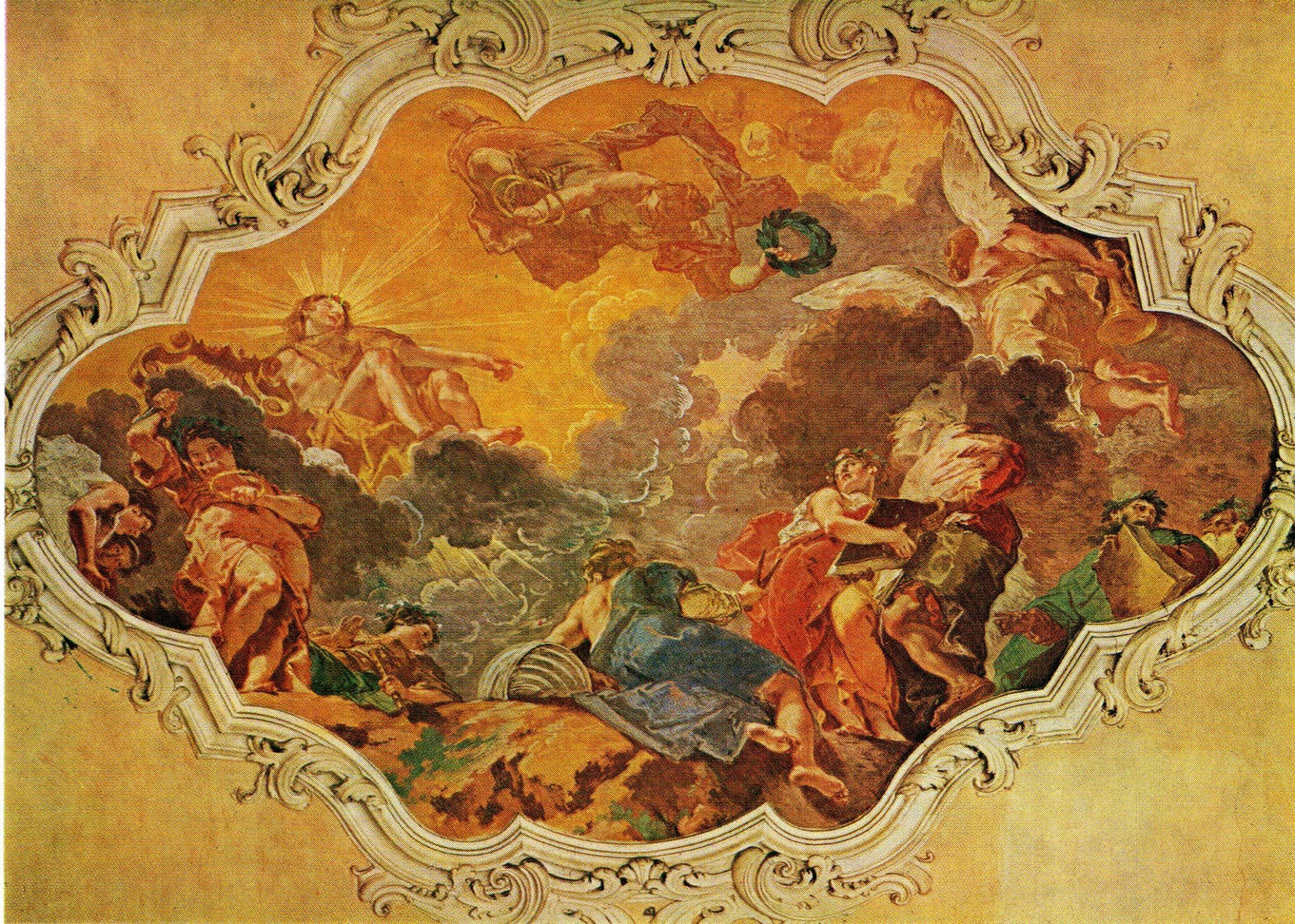
Giuseppe Bazzani, Apollo e le Muse, affresco, Palazzo Cavriani

Palazzo Cavriani è un palazzo sito in via Trento a Mantova.

## Storia
L'imponente palazzo fu di proprietà del ramo cadetto dei Nobili Gonzaga. Dal Seicento fu la dimora della omonima famiglia e venne ricostruito nel 1756 dall'architetto Alfonso Torreggiani per volere del Marchese Antonio Cavriani.
Il marchese Luigi Cavriani, prefetto della congregazione municipale di Mantova, acquistò l'antico edificio, di fronte al suo Palazzo, di proprietà della famiglia mantovana degli Spolverini, per farlo demolire, poiché la facciata era troppo sporgente e la strada doveva essere ampliata e resa più percorribile, ma soprattutto il suo Palazzo avrebbe goduto di una migliore luce ed aria sul davanti. La contrada venne poi ulteriormente allargata, da parte del Comune, con l'abbattimento di un'altra casa, che “formava impedimento al comodo passaggio delle carreggiature". Sull'area in cui si trovava la demolita dimora degli Spolverini, nel 1826, si creò l'attuale Giardino, ricco di alberi e di vegetazione.
Nel 1835 il marchese Luigi Cavriani fece erigere nel centro del parco una statua marmorea di Virgilio, opera del milanese Stefano Gerola, dopo che, nel 1821, era stata smantellata quella realizzato dai francesi (1801) in piazza Virgiliana. Opere dello stesso artista sono anche i busti posti sui pilastri della bella cancellata in ferro che si apre sulla strada e guarda verso il Palazzo.
L'ultimo membro della nobile famiglia Cavriani era la marchesa Aliana Cavriani, che lo abitò sino al 2004; in seguito il palazzo, abbandonato dalla famiglia, venne messo all'asta nel 2015 e aggiudicato nel novembre 2017.

## Descrizione
L'esterno presenta una serie di finestre con robuste inferriate, mentre quelle del piano superiore hanno coperture triangolari e a semiluna.
L'interno si apre con un ampio salone ricco di stucchi e affreschi di pittori mantovani tra i quali Giuseppe Bazzani e Francesco Maria Raineri. Ben 140 stanze su 12000 metri quadrati.
Di fronte al palazzo è situato il giardino, realizzato nel 1835 dal marchese Luigi Cavriani e abbellito al suo interno da busti e statue marmoree, tra le quali spicca quella a Virgilio. I tredici busti di uomini illustri del rinascimento mantovano sono: Ippolito Capilupi, Baldassarre Castiglioni, Filippo Cavriani, Marcello Donati, Teofilo Folengo, cardinale Ercole Gonzaga, marchese Francesco II Gonzaga, duca Vespasiano Gonzaga, Pietro Pomponazzo, Antonio Possevino, Battista Spagnoli, Jacopo Strada e Sordello Visconti.

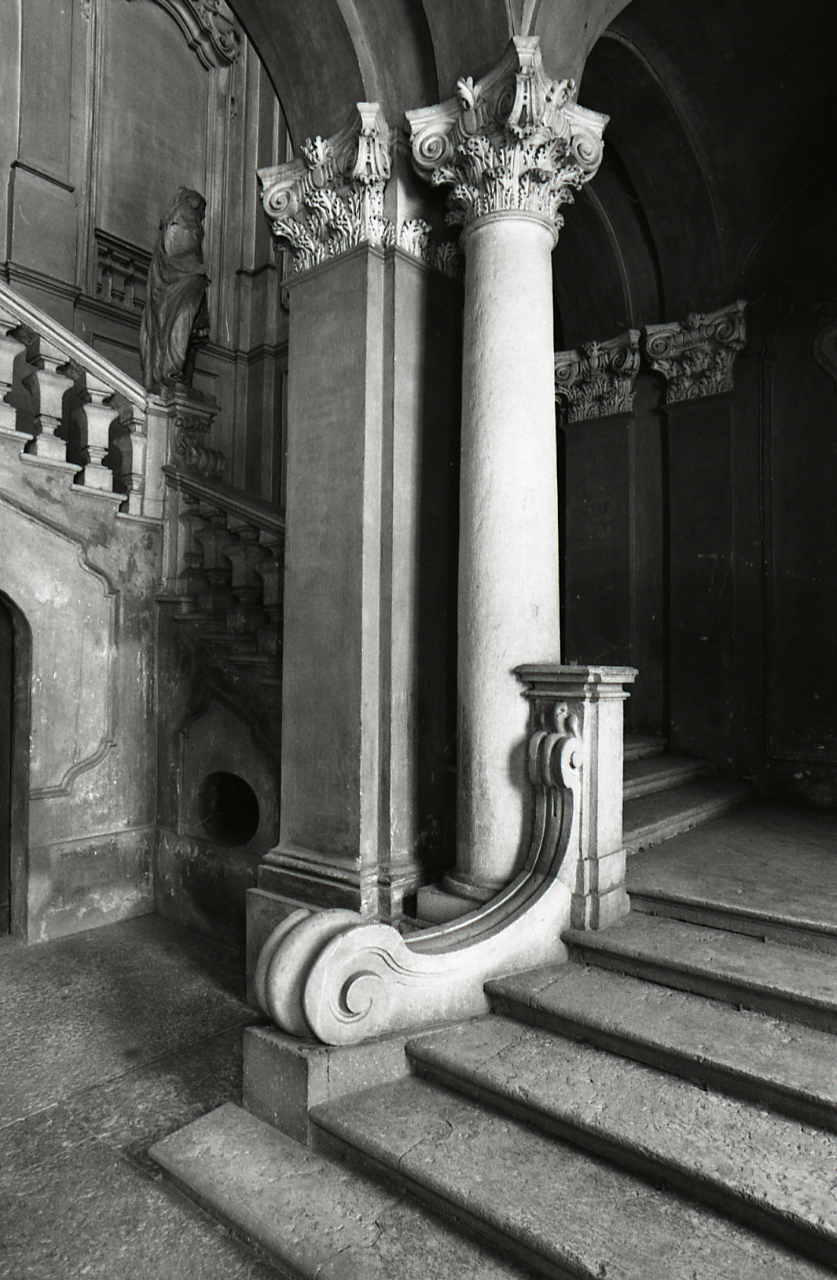
Scalinata. Foto di Paolo Monti
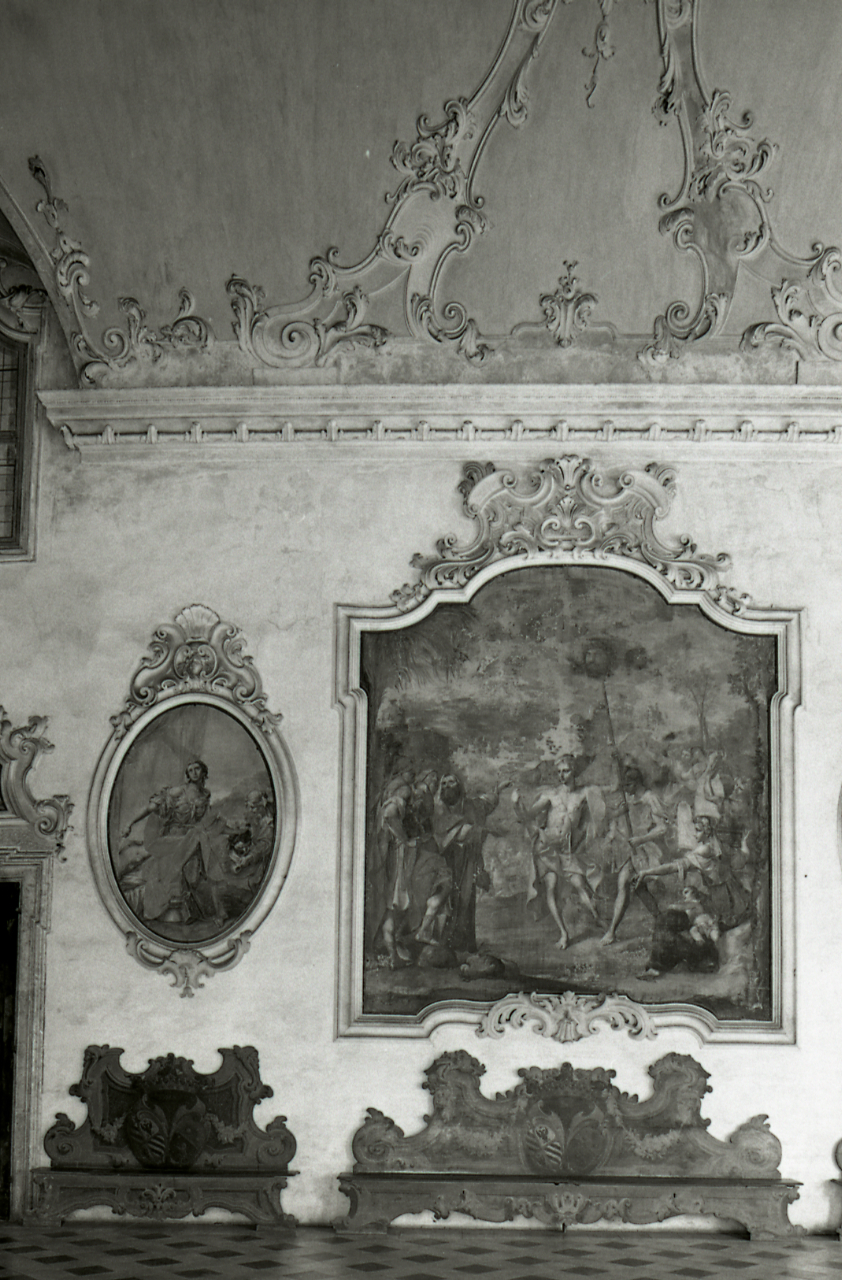
Salone. Foto di Paolo Monti